# Sandbore Caye
Sandbore Caye ist eine Insel im Belize District von Belize.

## Geographie
Sandbore Caye hat eine Fläche von 4 ha. Die Insel liegt 80 km vor der Küste von Belize und bildet die nördlichste und östlichste Insel des Lighthouse Reef Atolls und ist damit das östlichste Stück Land von Belize. Auf der Insel befindet sich ein Leuchtturm, der von einem Leuchtturmwärter mit Familie bewohnt wird. Etwa 1 km weiter südwestlich befindet sich die größere Insel Northern Caye.